# Waterkrachtcentrale Roeven
De Waterkrachtcentrale Roeven is een waterkrachtcentrale gelegen nabij Sluis 15 in de Zuid-Willemsvaart.
De centrale ligt in Roeven, een buurtschap in de Limburgse gemeente Nederweert. Het adres is Roeven 3.
Waterkrachtcentrale Roeven maakt gebruik van een verval van 1,8 meter in een voedingskanaal van de Noordervaart. Het debiet in dit voedingskanaal bedraagt ongeveer 3 m³ per seconde. Het stromende water drijft een Francisturbine aan. De op deze turbine aangesloten generator levert ongeveer 30 kW.
De centrale werd in 1919 gebouwd door Rijkswaterstaat om de sluis van elektriciteit te voorzien, waarbij ook elektriciteit voor de nabijgelegen dienstwoningen werd opgewekt. Tot 1949 was de centrale in bedrijf, daarna werd deze stilgelegd. De centrale werd in 1993 gerestaureerd en levert nu groene stroom aan het elektriciteitsnet. De centrale is aangemerkt als rijksmonument.

## Geschiedenis
Begin twintigste eeuw werden er voorbereidingen getroffen voor de aanleg van het Kanaal Wessem-Nederweert, dat de Zuid-Willemsvaart en de Noordervaart bij Nederweert moest gaan verbinden met de Maas bij Wessem.
Ten behoeve van het nieuwe kanaal moest het waterpeil in de Zuid-Willemsvaart bij Nederweert worden verlaagd. Daarom werden in 1919 de toenmalige sluis 14 bij de buurtschap Bosserstraat en sluis 15 bij de buurtschap Budschop vervangen door één nieuwe sluis: de huidige sluis 15 bij de buurtschap Roeven. Een nieuwe sluis bij de buurtschap Hulsen moest het waterniveau in de Noordervaart op peil houden.
Om de Noordervaart van voldoende water te kunnen voorzien werd een voedingskanaal gegraven. Dit voedingskanaal voert via een inlaatduiker bij de nieuwe sluis 15 water door de waterkrachtcentrale en via onderleiders onder het Kanaal Wessem-Nederweert door, naar de Noordervaart. Rijkswaterstaat ging het niveauverschil van circa 2 meter tussen de Zuid-Willemsvaart en de Noordervaart benutten door in 1919 op deze plek een kleine waterkrachtcentrale te bouwen. Met de door deze centrale opgewekte elektriciteit werd de sluis en omliggende woningen verlicht. Dit waren de eerste woningen in Nederweert die van elektriciteit gebruik konden maken.
Rond 1949 werd de centrale uit bedrijf genomen. Lange tijd werd het gebouw niet meer onderhouden, totdat in 1992-1993 een volledige restauratie plaatsvond. De kosten van de restauratie bedroegen ongeveer 300.000 gulden. Sinds 1993 levert de centrale weer elektriciteit. Aanvankelijk leverde de centrale circa 200.000 kWh per jaar, wat voldoende is voor 70 huishoudens. Sinds 2010 wordt in de zomer het waterpeil van de Noordervaart verhoogd. Door het verminderde verval wordt nu circa 160.000 kWh per jaar geleverd. De opbrengst van de elektriciteit wordt gebruikt om de exploitatie te bekostigen. De exploitatie is in handen van de Stichting Waterkrachtcentrale Roeven.
De centrale is aangemerkt als rijksmonument, omdat een dergelijke energiecentrale uit het begin van de twintigste eeuw zeldzaam is in Nederland. Bovendien is het oorspronkelijke interieur nog intact en heeft de architectuur overeenkomsten met de transformatorhuisjes uit die tijd.

## Exterieur
Het gebouw heeft een rechthoekige plattegrond en is opgetrokken uit rode bakstenen. Het tentdak is gedekt met rode dakpannen. Door de blokvormige opzet, de taps toelopende muurdelen op de vier hoeken en het rode pannendak doet de architectuur denken aan die van transformatorhuisjes uit het eerste kwart van de twintigste eeuw.
In de linker zijgevel zit onder het maaiveld de inlaat, die voorzien is van een roosterreiniger om het drijfvuil te verwijderen. De uitlaat zit in de rechter zijgevel.

## Interieur
In de kelder bevindt zich een verticale Francisturbine. Deze turbine is omstreeks 1917-1919 vervaardigd door de fabriek Picard Piccet in Genève. De turbine heeft een vermogen van 30 kW.
De mechanische installatie op de begane grond is voorzien van een kleurcodering. De oorspronkelijke machines zijn in zwart uitgevoerd, terwijl de machines die later zijn toegevoegd een afwijkende kleur hebben.
Een aandrijfwiel brengt de kinetische energie van de turbine over op een generator, die bij de restauratie is geïnstalleerd. De oorspronkelijke generator en controlepaneel, beide van de firma Heemaf uit het Twentse Hengelo, zijn buiten gebruik maar nog wel aanwezig. De nieuwe generator is een asynchrone motor: een type motor dat op het lichtnet aangesloten moet zijn om elektriciteit op te wekken. Aangezien het lichtnet bij de bouw van de centrale nog niet beschikbaar was, is de oorspronkelijke generator een synchrone draaistroommotor.
Ook de oorspronkelijke regulateur is buiten gebruik. Deze mat de rotatiesnelheid van het aandrijfwiel en paste indien nodig de snelheid aan. De snelheid kon aangepast worden door de hoeveelheid water door de turbine te reguleren met behulp van de verstelbare leischoepen van de turbine. De leischoepen zijn schoepen die in een kring geplaatst zijn om het binnenstromende water in een draaiende beweging naar de turbinerotor te leiden.
Op de zolder bevindt zich een gewicht, die in geval van een storing de leischoepen van de turbine volledig laat sluiten.